# Krupa (Gornji Vakuf-Uskoplje)
Krupa es una población rural de la municipalidad de Gornji Vakuf-Uskoplje, en Bosnia y Herzegovina.

## Demografía
Hasta 2013 la población era de 880 habitantes.